# Torpgatan

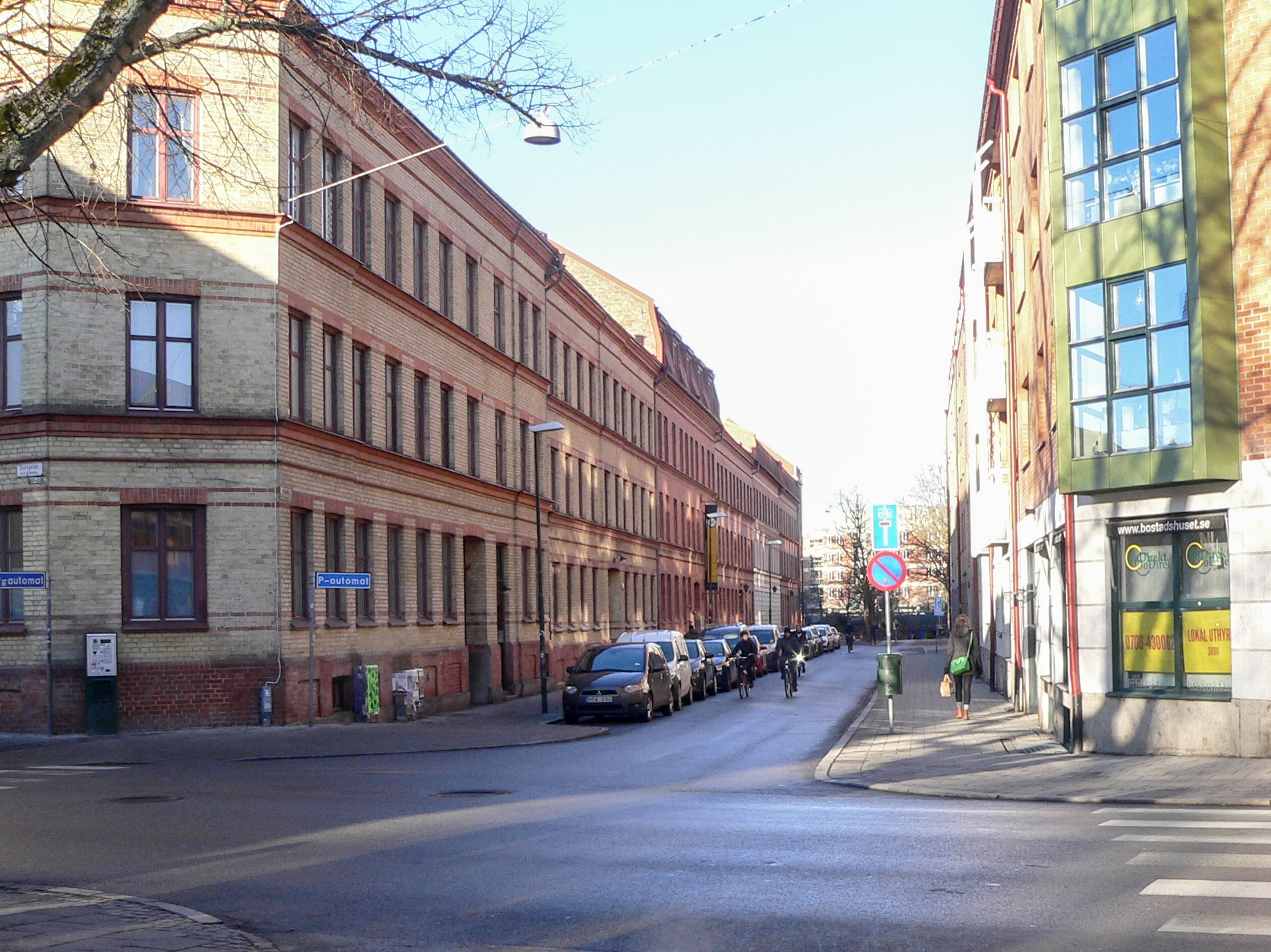
Torpgatan ses här vid dess början vid Spångatan. Den sträcker sig norrut till August Palms plats där en cykelbana under Föreningsgatan länkar samman den med Kaptensgatan. Det röda huset med banderollen på vänster sida byggdes 1893 som Sveriges första Folkets hus, som byggdes för att bli ett Folkets Hus. 1890 fick Kristianstad ett Folkets Hus men det var ett äldre hus som inköptes för ändamålet. Folkets hus flyttade 1947 till Nobeltorget och de tidigare lokalerna tillhör numera Ungdomens hus.

Torpgatan är en gata inom delområdet Rådmansvången i stadsområdet Norr i Malmö som sträcker sig från August Palms plats till Spångatan.
Namnet Torpgatan fastställdes 1889. Gatan har fått sitt namn efter sommarvillan LB-torp, som var uppförd omkring 1840 och uppkallad efter handlanden Lars Petter Kruse (1797–1883) och hans maka Ingrid Brita Holmgren (1797–1871). Efter Kruses frånfälle var villan 1887–1893 "lustpark". Gatan sträckte sig ursprungligen från Föreningsgatan till Spångatan, men till följd av den omgestaltning som skedde i samband med byggandet av Malmö stadshus är den numera en återvändsgata och slutar i norr vid August Palms plats.